# James Baldwin (baseball)
Pour les articles homonymes, voir James Baldwin et Baldwin.
James Baldwin (né le 15 juillet 1971 à Pinehurst, Caroline du Nord, États-Unis) est un lanceur droitier de la Ligue majeure de baseball ayant joué de 1995 à 2005, notamment pour les White Sox de Chicago, qu'il a représenté au match des étoiles 2000.

## Carrière
Choix de quatrième ronde des White Sox de Chicago en 1990, James Baldwin fait ses débuts dans le baseball majeur le 30 avril 1995 et passe 7 de ses 11 saisons avec cette équipe comme lanceur partant. À sa première saison entière en 1996, il termine 2e du vote désignant la recrue de l'année de la Ligue américaine derrière Derek Jeter. Il est pour l'équipe de la Ligue américaine le lanceur gagnant du match des étoiles 2000 à Atlanta malgré un coup de circuit accordé à Chipper Jones, la vedette des Braves d'Atlanta. La moyenne de points mérités de Baldwin se chiffre à 3,88 lorsqu'il reçoit l'invitation à la partie d'étoiles et il compte 11 victoires contre 4 défaites avant la pause de mi-saison, mais il termine la saison 2000 avec 14 gains, 7 revers et une moyenne de 4,65 points mérités accordés par partie après une seconde moitié de calendrier moins reluisante. Il joue en 1999 le seul match éliminatoire de sa carrière : une solide sortie de 6 manches où il n'accorde qu'un point aux Mariners de Seattle dans le second match de la Série de divisions, que les White Sox finiront par perdre.
Le 26 juillet 2001, Baldwin est échangé aux Dodgers de Los Angeles pour le releveur droitier Gary Majewski, le voltigeur Jeff Barry et le releveur gaucher Onan Masaoka. Les Dodgers espèrent que la transaction les aidera à accéder aux éliminatoires, mais Baldwin connaît peu de succès et l'équipe dégringole au classement.
Après avoir terminé la saison 2001 à Los Angeles, Baldwin écoule les 4 dernières saisons de sa carrière avec 5 équipes. Il évolue pour les Mariners de Seattle en 2002, les Twins du Minnesota en 2003 et les Mets de New York en 2004. En 2005, il débute chez les Orioles de Baltimore avant de passer via le ballottage aux Rangers du Texas puis d'être réclamé, une fois de plus au ballottage, par les Orioles. Il est lanceur de relève à ses 3 dernières saisons.
En 266 matchs dans les majeures, dont 202 comme partant, James Baldwin a remporté 79 victoires contre 74 défaites et affiche une moyenne de points mérités de 5,01 avec 844 retraits sur des prises en 1 322 manches et un tiers lancées. Il a réussi 7 matchs complets dont deux blanchissages comme partant et réalisé deux sauvetages comme releveur. Son fils James Baldwin III est repêché et mis sous contrat en 2010 par les Dodgers de Los Angeles.